# Eyitepec
Eyitepec är en ort i Mexiko.   Den ligger i kommunen Tlaquilpa och delstaten Veracruz, i den sydöstra delen av landet, 230 km öster om huvudstaden Mexico City. Eyitepec ligger 2 411 meter över havet och antalet invånare är 256.
Terrängen runt Eyitepec är kuperad åt sydväst, men åt nordost är den bergig. Terrängen runt Eyitepec sluttar österut. Runt Eyitepec är det ganska tätbefolkat, med 93 invånare per kvadratkilometer. Närmaste större samhälle är Ciudad Mendoza, 19,6 km norr om Eyitepec. Omgivningarna runt Eyitepec är en mosaik av jordbruksmark och naturlig växtlighet.